# Municipalità di Northern Midlands
La municipalità di Northern Midlands è una delle 29 local government areas che si trovano in Tasmania, in Australia. Essa si estende su di una superficie di 5.130 chilometri quadrati ed ha una popolazione di 12.505 abitanti. La sede del consiglio si trova a Longford.